# Ostrogotia
Ostrogotia o Gotia Oriental (en sueco: Östergötland) es una provincia histórica (landskap) de la Suecia central. Limitaba con las provincias de Nericia, Sudermania y Esmolandia. Además, parte de suterritorio era costa del Mar Báltico. Su territorio se corresponde enteramente con la provincia actual de Ostrogotia, la cual tiene además parte de las provincias vecinas históricas.
El término de Ostrogotia viene de los ostrogodos de Scandza (término utilizado por Jordanes para nombrar Escandinavia).

## Geografía física
El monte más alto de la región es el Stenabohöjden, que tiene 327 m s. n. m.. La región es más conocida por lindar con el lago Vättern (segundo más grande de Suecia) y tener en sus costas el archipiélago de Ostrogotia.

## Geografía política
En la actual organización territorial de Suecia se corresponde grosso modo con la Provincia de Ostrogotia.
Las principales ciudades de Ostrogotia (aquellas que recibieron un Fuero) fueron:
- Linköping
- Mjölby
- Motala
- Norrköping
- Skänninge
- Söderköping
- Vadstena